# Tatsunoko Fight
Tatsunoko Fight (タツノコファイト, Tatsunoko Faito) est un jeu vidéo de combat développé par Eleca et édité par Takara, sorti en 2000 sur PlayStation.

Il utilise des personnages créés par le studio d'animation Tatsunoko.

## Système de jeu
Le jeu se joue à 8 boutons: 4 pour les attaques (coups de poing et coups de pied faible et fort) et 4 autres pour les attaques spéciales. Il faudra jongler entre les deux pour réaliser des enchaînements. Chaque joueur dispose d'une jauge qui se remplit au fur-et-à mesure des coups reçus et donnés. Une fois totalement remplie, le joueur pourra réaliser des attaques dévastatrices
Tatsunoko Fight dispose de plusieurs modes de jeu :
- Le mode Histoire, où il faudra défaire les adversaires tout en suivant la narration.
- Le mode Versus, où il est possible d'affronter un autre joueur.
- Le mode Combat Libre, où il faudra affronter les 15 personnages dans un ordre aléatoire.
- Le mode Combat en équipe, où il faudra constituer une équipe de 3 personnages pour en affronter une autre.
- Le mode entraînement, où il est possible d'apprendre à maîtriser les différents enchaînements et mouvements.
- Le mode Galerie, où il sera possible de regarder des illustrations, vidéos et d'écouter des musiques.
- Le mode Histoire Finale, où le joueur choisit un personnage, qui devra lutter contre son rival, puis battre le boss final (Rosraisen).

## Personnages
| Personnage             | Série/long métrage d'origine              | Doublage Japonais |
| ---------------------- | ----------------------------------------- | ----------------- |
| Ken Washio the Eagle   | La Bataille des planètes                  | Katsuji Mori      |
| Jun Shiratori the Swan | La Bataille des planètes                  | Kazuko Sugiyama   |
| Berg Katse             | La Bataille des planètes                  | Yō Kitazawa       |
| Casshern               | Shinzô ningen Kyashân                     | Ikuo Nishikawa    |
| Luna Kotsuki           | Shinzô ningen Kyashân                     | Emiko Tsukada     |
| Buraiking Boss         | Shinzô ningen Kyashân                     | Kenji Utsumi      |
| Tekkaman               | Uchuu no Kishi Tekkaman                   | Katsuji Mori      |
| Andro Umeda            | Uchuu no Kishi Tekkaman                   | Nachi Nozawa      |
| Doburai                | Uchuu no Kishi Tekkaman                   | Takeshi Kuwabara  |
| Hariken Polymar        | Hariken Polymar                           | Kazuyuki Sogabe   |
| Teru Nanba             | Hariken Polymar                           | Akiko Hiramatsu   |
| Astral Chameleon       | Hariken Polymar                           | Takeshi Aono      |
| Volter                 | Denkou Senka Volter (personnage original) | Shinichiro Miki   |
| Neon                   | Denkou Senka Volter (personnage original) | Hyo-sei           |
| Karochi Taiki          | Denkou Senka Volter (personnage original) | Yoku Shioya       |
| Rosraisen              | Personnage original                       | Nachi Nozawa      |